# Горредейк
Горредейк (нід. Gorredijk) — місто в нідерландській провінції Фрисландія. Входить до муніципалітету Опстерланд. Його населення станом на 2019 рік становило 7360 осіб.

## Галерея

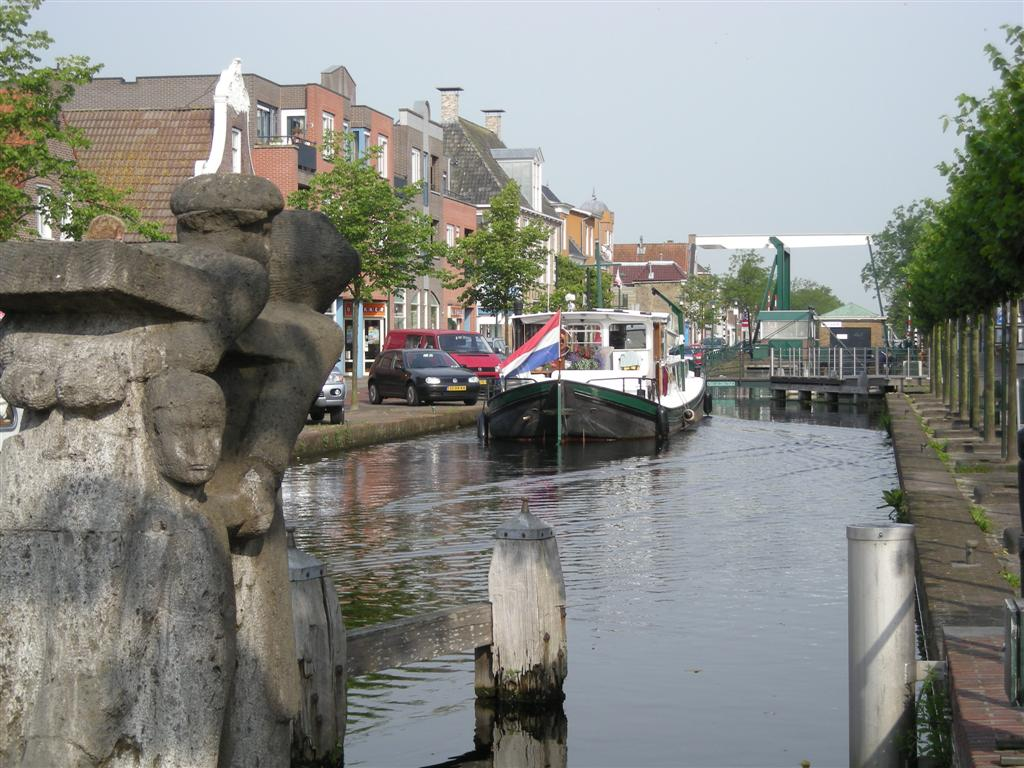
Канал у місті
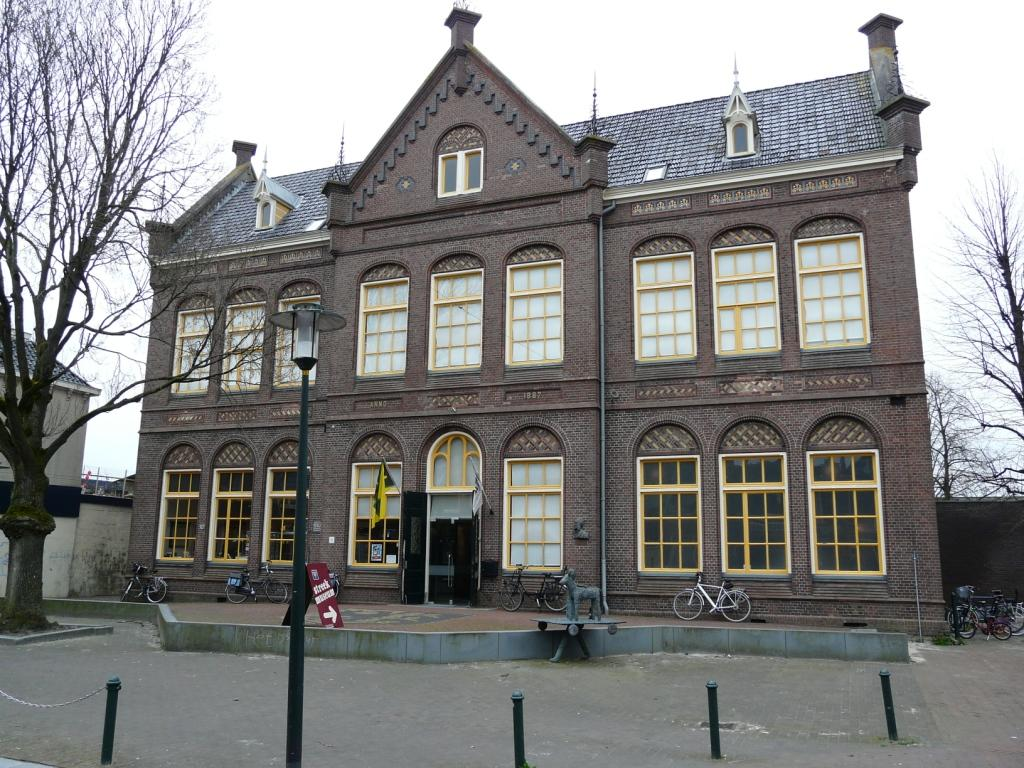
Музей Опстерланда
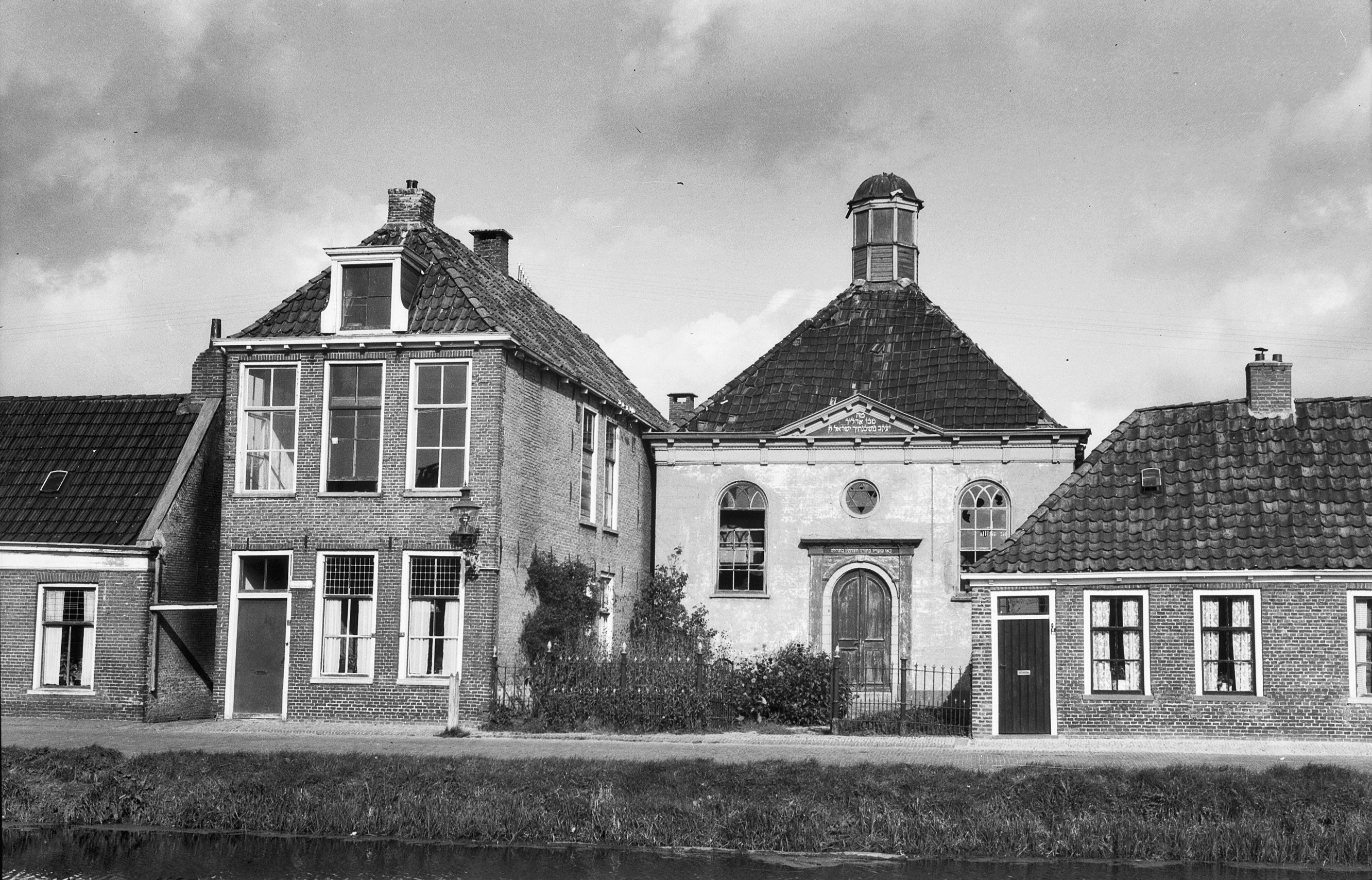
Колишня синагога, 1949
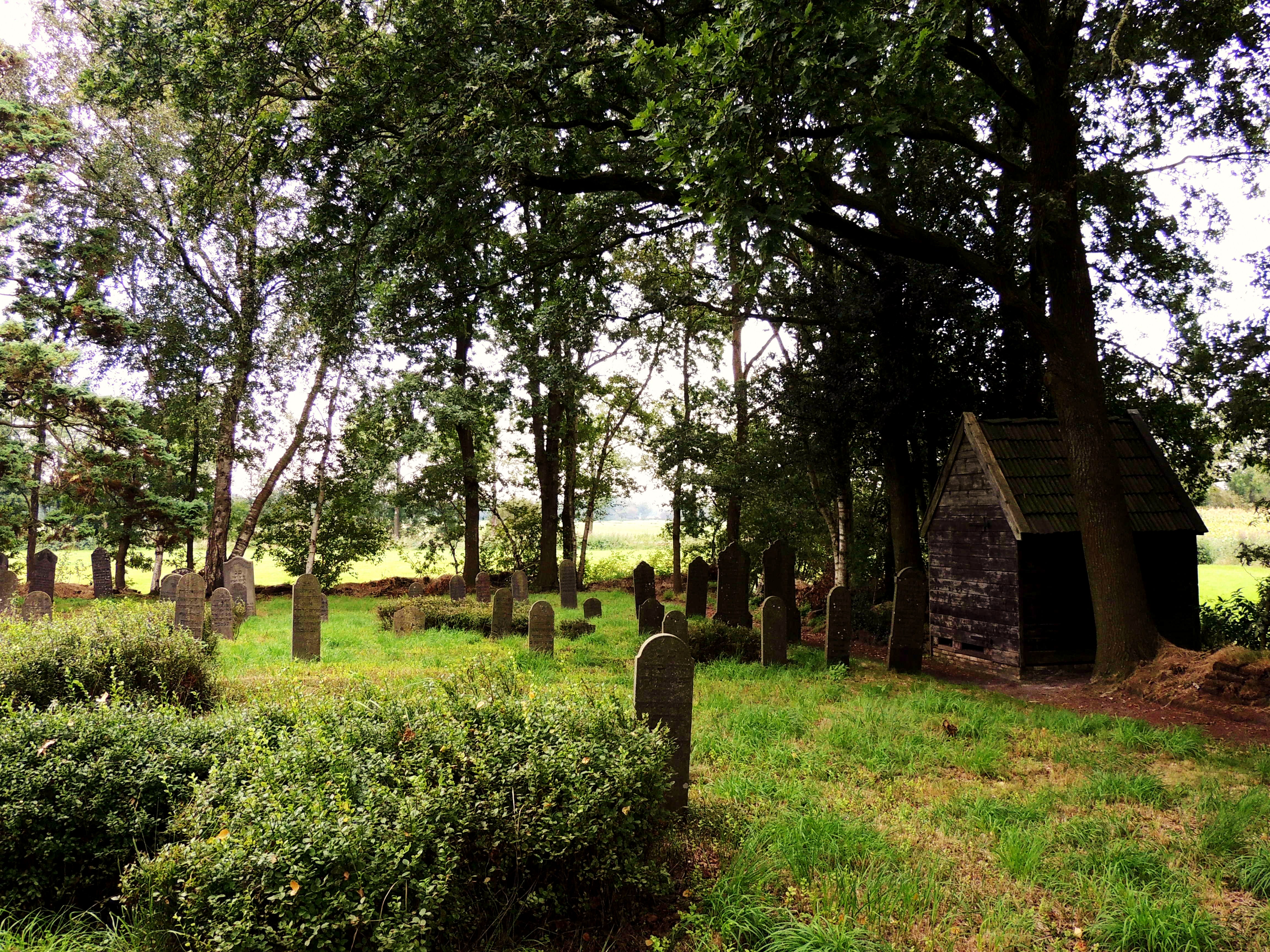
Єврейське кладовище
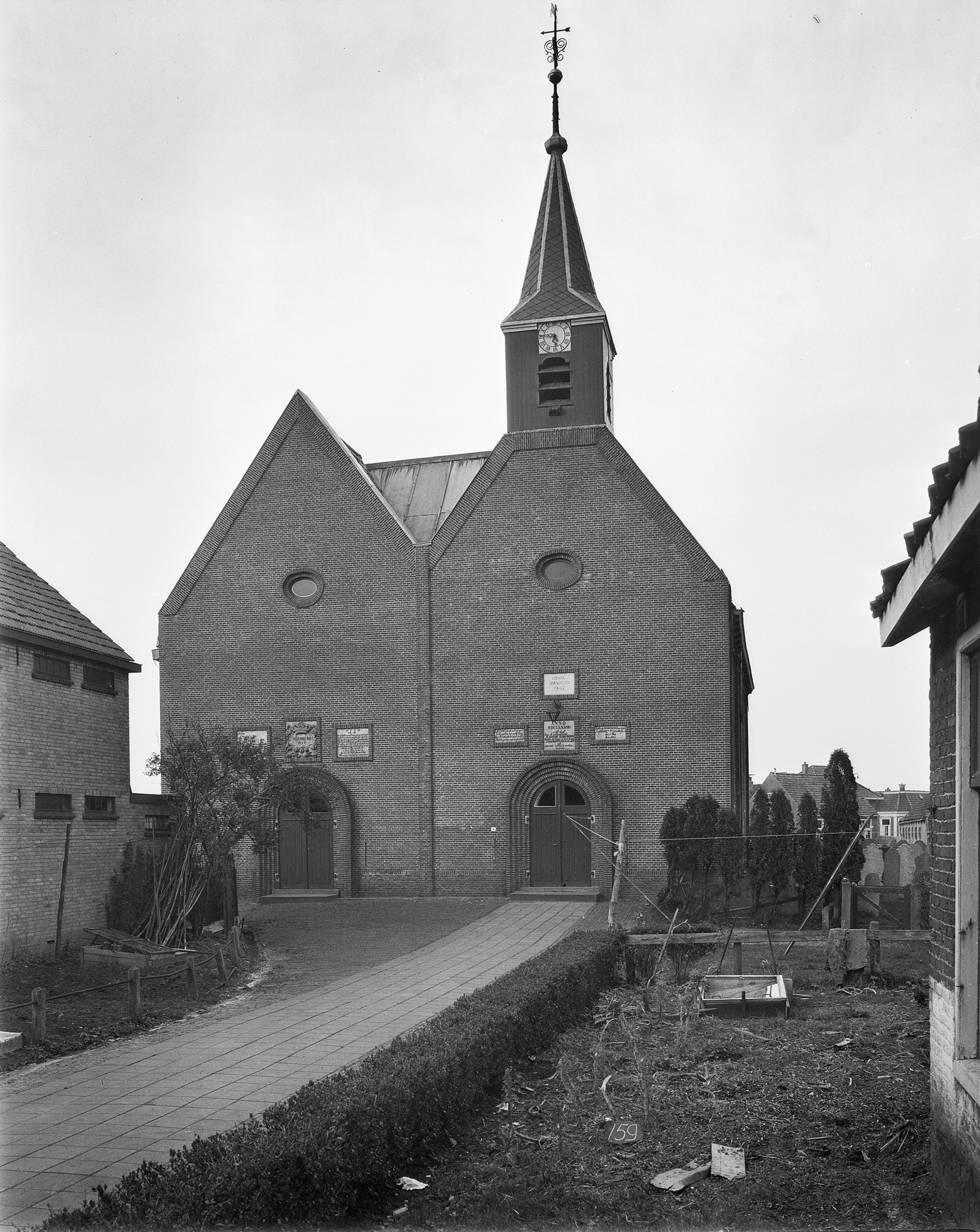
Колишня реформістська церква, квітень 1959